# یو توکیساکی
یو توکیساکی (انگلیسی: Yu Tokisaki؛ زادهٔ ۱۵ ژوئن ۱۹۷۹) بازیکن فوتبال اهل ژاپن است.